# Windows Phone 7
Windows Phone 7 est la première version du système d'exploitation client mobile Windows Phone, lancé dans le monde entier le 21 octobre 2010 et aux États-Unis le 8 novembre 2010. Il s'exécute sur le noyau Windows CE 6.0.

## Histoire
Windows Phone 7 a reçu plusieurs mises à jour importantes, la dernière étant Windows Phone 7.8, qui a été publiée en janvier 2013 et a ajouté quelques fonctionnalités rétroportées à partir de Windows Phone 8, comme un écran de démarrage plus personnalisable. Microsoft a mis fin à la prise en charge de Windows Phone 7 le 14 octobre 2014. Il a été remplacé par Windows Phone 8, sorti le 29 octobre 2012.
Microsoft dévoile officiellement le nouveau système d'exploitation, Windows Phone 7 Series, au Mobile World Congress de Barcelone, en Espagne, le 15 février 2010, et révèle des détails supplémentaires le 15 mars 2010 au MIX 2010. Le SDK final est rendu disponible le 16 septembre 2010. HP décide plus tard de ne pas construire d'appareils pour Windows Phone, citant qu'il voulait se concentrer sur les appareils pour son webOS nouvellement acheté. Comme son nom d'origine a été critiqué pour être trop complexe, le nom du système d'exploitation a été officiellement raccourci à Windows Phone 7 le 2 avril 2010.
Le 11 octobre 2010, le PDG de Microsoft, Steve Ballmer, annonce les dix appareils de lancement pour Windows Phone 7, fabriqués par HTC, Dell, Samsung et LG, avec des ventes commençant le 21 octobre 2010 en Europe et en Australie et le 8 novembre 2010 dans le États-Unis. Les appareils ont été mis à disposition sur 60 opérateurs dans 30 pays, avec des appareils supplémentaires qui seront lancés en 2011. Lors de la sortie de la révision « Mango » de Windows Phone 7, d'autres fabricants sont devenus partenaires, notamment Acer, Fujitsu et ZTE.
Windows Phone prenait initialement en charge 25 langues, les applications étant disponibles via Windows Phone Store dans 35 pays et régions. La prise en charge de langues et de régions supplémentaires a ensuite été apportée respectivement via les mises à jour « Mango » et « Tango » du système d'exploitation,.

## Fonctionnalités

### Core
Windows Phone 7 est la seule version de Windows Phone qui comporte le noyau Windows CE, qui était également utilisé dans les systèmes Windows Mobile et Pocket PC.

### Interface utilisateur
Windows Phone 7 dispose d'une interface utilisateur basée sur un système de conception nommé et communément appelé Metro. L'écran d'accueil, appelé « écran de démarrage », est composé de Live Tiles. Les vignettes sont des liens vers des applications, des fonctionnalités, des fonctions et des éléments individuels (tels que des contacts, des pages web, des applications ou des éléments multimédias). Les utilisateurs peuvent ajouter, réorganiser ou supprimer des vignettes. Les vignettes sont dynamiques et mises à jour en temps réel – par exemple, la vignette d'un compte de messagerie afficherait le nombre de messages non lus ou une vignette pourrait afficher une mise à jour en direct de la météo.
Plusieurs fonctionnalités clés de Windows Phone 7 sont organisées en « hubs », qui combinent le contenu local et en ligne via l'intégration de Windows Phone avec les réseaux sociaux populaires tels que Facebook, Windows Live et Twitter. Par exemple, le hub Images affiche les photos capturées avec l'appareil photo de l'appareil et les albums photo Facebook de l'utilisateur, et le hub Personnes affiche les contacts agrégés à partir de plusieurs sources, notamment Windows Live, Facebook et Gmail. Depuis le Hub, les utilisateurs peuvent directement commenter et « aimer » les mises à jour des réseaux sociaux. Les autres hubs intégrés sont Xbox Music and Video, Xbox Live Games, Windows Phone Store et Microsoft Office. En raison des modifications apportées au service Facebook Connect, la prise en charge de Facebook est désactivée dans toutes les applications groupées à compter du 8 juin 2015.
Windows Phone utilise la technologie multi-touch. L'interface utilisateur par défaut de Windows Phone a un thème sombre qui prolonge la durée de vie de la batterie sur les écrans OLED car les pixels entièrement noirs n'émettent pas de lumière. L'utilisateur peut choisir un thème clair à la place, et peut également choisir parmi plusieurs couleurs d'accent. Les éléments de l'interface utilisateur tels que les mosaïques sont affichés dans la couleur d'accentuation choisie par l'utilisateur. Les applications tierces peuvent être automatiquement thématisées avec ces couleurs.

### Saisie de texte
Les utilisateurs saisissent du texte à l'aide d'un clavier virtuel à l'écran, qui dispose d'une touche dédiée pour insérer des émoticônes, et propose une vérification orthographique et une prédiction de mots. Les développeurs d'applications (à la fois internes et ISV) peuvent spécifier différentes versions du clavier virtuel afin de limiter les utilisateurs à certains jeux de caractères, tels que les caractères numériques seuls. Les utilisateurs peuvent modifier un mot après qu'il a été tapé en tapant sur le mot, qui invoquera une liste de mots similaires. Appuyez et maintenez certaines touches pour révéler des caractères similaires. Les touches sont un peu plus grandes et plus espacées en mode paysage. Les téléphones peuvent également être fabriqués avec un clavier matériel pour la saisie de texte.

### Messagerie
Le système de messagerie de Windows Phone 7 est organisé en threads. Cela permet de tenir une conversation avec une personne via plusieurs plates-formes (telles que Windows Live Messenger, Facebook Messenger ou SMS) dans un seul fil, en basculant dynamiquement entre les services en fonction de la disponibilité.

### Navigateur Web
Windows Phone 7.5 propose une version d'Internet Explorer Mobile avec un moteur de rendu basé sur Internet Explorer 9.
Le navigateur Web intégré permet à l'utilisateur de maintenir une liste de pages Web préférées et de vignettes liées à des pages Web sur l'écran de démarrage. Le navigateur prend en charge jusqu'à 6 onglets, qui peuvent tous se charger en parallèle. Les autres fonctionnalités incluent des gestes multi-touch, une interface utilisateur simplifiée, des animations de zoom avant/arrière fluides, la possibilité d'enregistrer des images qui se trouvent sur des pages Web, de partager des pages Web par e-mail et la prise en charge de la recherche en ligne qui permet à l'utilisateur de rechercher pour un mot ou une phrase dans une page Web en le tapant. Microsoft a annoncé son intention de mettre régulièrement à jour le navigateur Web Windows Phone et son moteur de mise en page indépendamment du système Windows Phone Update.

### Contacts
Les contacts sont organisés via le « People Hub » et peuvent être entrés manuellement dans les contacts ou importés depuis Facebook, Windows Live Contacts, Twitter, LinkedIn et Gmail. Les contacts peuvent être importés manuellement à partir d'Outlook à l'aide de Windows Live Contacts ou de Gmail. Une section « Quoi de neuf » affiche le fil d'actualités et une section « Images » affiche des images de ces réseaux sociaux prises par les contacts. Une section « Moi » affiche le statut et le mur des réseaux sociaux de l'utilisateur du téléphone, permet à l'utilisateur de mettre à jour son statut et de se connecter à Bing et Facebook Places. Les contacts peuvent être ajoutés à l'écran d'accueil en les épinglant au début. Le Live Tile du contact affiche son statut de réseau social et sa photo de profil sur l'écran d'accueil et le hub du contact affiche son mur Facebook ainsi que toutes ses autres informations de contact et les informations de ses autres réseaux sociaux.
Si un contact dispose d'informations stockées sur plusieurs réseaux, les utilisateurs peuvent lier les deux comptes de contact distincts, ce qui permet de visualiser et d'accéder aux informations à partir d'une seule carte. Depuis Windows Phone 7.5, les contacts peuvent également être triés en « Groupes ». Ici, les informations de chacun des contacts sont combinées en une seule page accessible directement depuis le Hub ou épinglée à l'écran de démarrage.

### E-mail
Windows Phone prend en charge Outlook.com, Exchange, Yahoo! Mail, et Gmail en natif et supporte de nombreux autres services via les protocoles POP et IMAP. Pour les types de comptes natifs, les contacts et les calendriers peuvent également être synchronisés. Les utilisateurs peuvent également effectuer une recherche dans leur courrier électronique en recherchant l'objet, le corps, les expéditeurs et les destinataires. Les e-mails sont affichés dans la vue des fils de discussion et plusieurs boîtes de réception d'e-mails peuvent être combinées ou séparées.

### Multimédia
Le « Music + Videos Hub » (ou Zune) permet à l'utilisateur d'accéder à la musique, aux vidéos et aux podcasts stockés sur l'appareil, et se connecte directement au Xbox Music Store pour acheter de la musique ou louer avec le service d'abonnement Xbox Music Pass. Lorsqu'ils parcourent la musique d'un artiste particulier, les utilisateurs peuvent afficher les biographies et les photos de l'artiste, fournies par Xbox Music. Ce hub s'intègre à de nombreuses autres applications qui fournissent des services vidéo et musicaux, y compris, mais sans s'y limiter, iHeartRadio, YouTube et Vevo. Ce hub comprend également Smart DJ qui compile une liste de lecture de chansons stockées sur le téléphone similaires à la chanson ou à l'artiste sélectionné. Les films et autres vidéos achetés peuvent être lus via Xbox Video.
Le « Hub Photos » affiche les albums photo Facebook et SkyDrive (maintenant OneDrive) de l'utilisateur, ainsi que les photos prises avec l'appareil photo intégré du téléphone. Les utilisateurs peuvent également télécharger des photos sur les réseaux sociaux, commenter d'autres photos et taguer des photos sur les réseaux sociaux. Les gestes multi-touch permettent d'effectuer un zoom avant et arrière sur les photos.

### Prise en charge des médias
Windows Phone 7 prend en charge les normes WAV, MP3, WMA, AMR, AAC/MP4/M4A/M4B et 3GP/3G2. Les formats de fichiers vidéo pris en charge incluent les normes WMV, AVI, MP4/M4V, 3GP/3G2 et MOV (QuickTime). Ces formats audio et vidéo pris en charge dépendraient des codecs qu'ils contiennent. Il a également été signalé précédemment que les codecs DivX et Xvid dans AVI sont également lisibles sur le système,. Contrairement au système d'exploitation Windows Mobile précédent, il n'existe aucune application tierce pour gérer d'autres formats vidéo. Les formats de fichier image pris en charge incluent JPG/JPEG, PNG, GIF, TIF et Bitmap (BMP),.
Après la mise à jour « Mango », Windows Phone 7 a ajouté la possibilité pour les utilisateurs d'avoir des sonneries personnalisées. Les fichiers audio de sonnerie doivent être inférieurs à 1 Mo et durer moins de 40 secondes. Les sonneries personnalisées ne peuvent toujours pas être utilisées pour les messages texte, les messages instantanés ou les e-mails.

### Jeux
Le « Games hub » permet d'accéder aux jeux sur un téléphone ainsi qu'à la fonctionnalité Xbox Live, y compris la possibilité pour un utilisateur d'interagir avec son avatar , d'afficher et de modifier son profil, de voir ses réalisations et d'afficher les classements, et d'envoyer des messages à des amis sur Xbox Live. Le hub Jeux comprend également une zone de gestion des invitations et des notifications de tour dans les jeux multijoueurs au tour par tour.

### Fonction recherche
Les exigences matérielles de Microsoft stipulent que chaque appareil exécutant Windows Phone 7 doit disposer d'un bouton de recherche dédié à l'avant de l'appareil qui effectue différentes actions. Appuyer sur le bouton de recherche lorsqu'une application est ouverte permet aux utilisateurs de rechercher dans les applications qui tirent parti de cette fonctionnalité ; par exemple, appuyer sur Rechercher dans le hub Contacts permet aux utilisateurs de rechercher dans leur liste de contacts des personnes spécifiques. Cela a cependant été modifié dans Windows Phone 7.5 - car le bouton de recherche est réservé à Bing – de sorte que les applications qui utilisaient auparavant cette fonctionnalité (telles que Marketplace) incluent désormais des boutons de recherche souples.
Dans d'autres cas, appuyer sur le bouton Rechercher permettra à l'utilisateur d'effectuer une recherche de sites Web, d'actualités et d'emplacements cartographiques à l'aide de l'application Bing.
Windows Phone dispose également d'une fonction de reconnaissance vocale, alimentée par TellMe, qui permet à l'utilisateur d'effectuer une recherche Bing, d'appeler des contacts ou de lancer des applications simplement en parlant. Cela peut être activé en appuyant et en maintenant enfoncé le bouton Démarrer du téléphone.
Bing est le moteur de recherche par défaut sur les combinés Windows Phone en raison de son intégration profonde des fonctions dans le système d'exploitation (qui inclut également l'utilisation de son service de carte pour les recherches et requêtes basées sur la localisation). Cependant, Microsoft a déclaré que d'autres applications de moteur de recherche peuvent être utilisées,.
Outre les recherches basées sur la localisation, Bing Maps sur Windows Phone 7 fournit également un service de navigation étape par étape aux utilisateurs de Windows Phone, et Local Scout affiche les points d'intérêt tels que les attractions et les restaurants dans les environs. Bing Audio permet également à l'utilisateur de faire correspondre une chanson à son nom, tandis que Bing Vision permet à l'utilisateur de lire des codes-barres, des codes QR et des balises.

### Suite bureautique
Le « hub Office » organise toutes les applications et tous les documents Microsoft Office. Microsoft Office Mobile assure l'interopérabilité entre Windows Phone et la version de bureau de Microsoft Office. Word Mobile, Excel Mobile, PowerPoint Mobile, OneNote Mobile et SharePoint Workspace Mobile permettent d'afficher et de modifier la plupart des formats de fichiers Microsoft Office directement sur un appareil Windows Phone.
Microsoft Office peut également ouvrir des fichiers depuis SkyDrive et Office 365, ainsi que des fichiers stockés localement sur le téléphone. Les fichiers Office sur Windows Phone 7 sont triés par vignettes : documents Word (carreau bleu), feuilles de calcul Excel (carreau vert), présentations PowerPoint (carreau rouge) et documents OneNote (carreau violet).

### Multitâche
Windows Phone 7 dispose d'un sélecteur de tâches basé sur une carte auquel on peut accéder en appuyant sur le bouton de retour et en le maintenant enfoncé. Les captures d'écran des cinq dernières applications ouvertes sont affichées sous forme de cartes. Les applications peuvent continuer à fonctionner même lorsqu'elles sont hors de vue grâce aux « agents en direct ».

### Synchronisation
Le logiciel Zune est utilisé pour gérer et synchroniser le contenu sur les appareils Windows Phone 7 avec les PC. Windows Phone 7 peut se synchroniser sans fil avec le logiciel. En plus d'accéder aux appareils Windows Phone, le logiciel Zune peut également accéder au marché Zune pour acheter de la musique, des vidéos et des applications pour les produits Windows Phone et Zune. Alors que la musique et les vidéos sont stockées localement sur le PC et sur le téléphone, les applications ne sont stockées que sur le téléphone, même si elles sont achetées à partir du logiciel Zune. Le logiciel Zune est également utilisé pour fournir des mises à jour logicielles à tous les appareils Windows Phone 7.
Le logiciel Zune n'est pas disponible pour Mac OS X, mais Microsoft a publié Windows Phone Connector, qui permet aux appareils Windows Phone de se synchroniser avec iTunes et iPhoto,,. Cela a depuis été remplacé par l'application Windows Phone, qui est conçue pour Windows Phone 8 mais peut également se synchroniser avec les appareils Windows Phone 7.

## Fonctionnalités supprimées
Bien que Windows Phone contienne de nombreuses nouvelles fonctionnalités, un certain nombre de fonctionnalités et certains programmes qui faisaient partie des versions précédentes jusqu'à Windows Mobile 6.5 ont été supprimés ou modifiés,.
Voici une liste des fonctionnalités qui étaient présentes dans Windows Mobile 6.5 mais qui ont été supprimées dans Windows Phone 7.0.

### Appel
La liste des appels téléphoniques passés est désormais une liste unique et ne peut pas être séparée en appels entrants, sortants ou manqués.

### Synchronisation
- Contrairement aux anciennes versions de Windows Mobile avec Desktop ActiveSync[41],[42], Windows Phone ne prend pas en charge la synchronisation USB avec le calendrier, les contacts, les tâches et les notes de Microsoft Outlook. La synchronisation des contacts et des rendez-vous se fait via des services basés sur le cloud (Windows Live, Google ou Exchange Server), et aucune méthode pour synchroniser ces informations directement avec un PC n'est fournie[43]. Un logiciel tiers, tel qu'Akruto Sync, fournit certaines de ces fonctionnalités[44],[45]. Une pétition à Microsoft a été déposée pour rétablir la synchronisation USB pour Outlook[46].

### Autres
- Adobe Flash[47].

### Anciennes fonctionnalités intégrées à Windows Phone 7.5
- Nœuds Internet[48] .
- Copier-coller[49] .
- Multitâche partiel pour les applications tierces[50].
- Connexion à des points d'accès Wi-Fi (sans fil) avec SSID caché, « mais sans » WPA[51],[52],[53].
- Connexion à un ordinateur[54],[55],[56].
- Sonneries personnalisées[57].
- Boîte de réception universelle[58].
- Messages USSD[59] .
- Appels VoIP via une application distincte[48].

### Anciennes fonctionnalités intégrées à Windows Phone 8.0
- Cartes SD amovibles[60],[61],[62].
- Stockage de masse USB[63] .
- Transferts de fichiers Bluetooth[64].
- Connexion à des points d'accès Wi-Fi (sans fil) avec à la fois un SSID caché et une protection WPA[52].
- Chargement latéral pour les applications d'entreprise[60].
- Appels vidéo VoIP et IP intégrés dans l'application Téléphone[64],[65] .
- Prise en charge des documents Office avec autorisations de sécurité.
- Chiffrement de l'appareil[66] .
- Mots de passe solides[40] .
- Prise en charge complète d'Exchange[67].
- Applications natives.
- Multitâche complet en arrière-plan[68].

### Anciennes fonctionnalités intégrées à Windows Phone 8.1
- Sécurité IPsec (VPN).
- Gestionnaire de fichiers à l'échelle du système.
- Vue « Hebdomadaire » dans l'application Calendrier.
- Recherche universelle.
- Appel vidéo UMTS/LTE[69].

## Matériel
Pour offrir une expérience plus cohérente entre les appareils, les appareils Windows Phone 7 doivent répondre à un certain ensemble d'exigences matérielles, qu'Andy Lees, vice-président senior des communications mobiles de Microsoft, a décrites comme étant « difficiles, mais équitables ». Tous les appareils Windows Phone 7, au minimum, doivent inclure les éléments suivants, :
| Configuration minimale requise pour l'appareil Windows Phone 7                                                               |
| Écran multipoint capacitif à 4 points avec résolution WVGA (480 × 800)                                                       |
| ARM v7 « Cortex/Scorpion » – Snapdragon QSD8X50, MSM7X30 et MSM8X55                                                          |
| GPU compatible avec le rendu DirectX9                                                                                        |
| 256 Mo de RAM (à partir de Tango) avec au moins 4 Go de mémoire flash                                                        |
| Accéléromètre, capteur de lumière ambiante, capteur de proximité et GPS assisté                                              |
| Syntoniseur radio FM |
| Six (6) boutons matériels dédiés - retour, démarrage, recherche, caméra à 2 niveaux, boutons d'alimentation/veille et volume |
| Matériel en option : caméra frontale, boussole et gyroscope                                                                  |

Auparavant, les appareils Windows Phone 7 devaient disposer de 512 Mo de RAM. À partir de la mise à jour « Tango », les exigences ont été révisées pour permettre aux chipsets avec des processeurs plus lents et aux appareils d'avoir un minimum de 256 Mo de RAM. Certaines fonctionnalités du système d'exploitation et la possibilité d'installer certaines applications gourmandes en ressources sont désactivées sur les appareils Windows Phone avec moins de 512 Mo de RAM.

## Accueil
ZDNet a fait l'éloge du clavier virtuel du système d'exploitation et a noté l'excellente précision tactile ainsi que le puissant logiciel de correction automatique et de révision,. La réactivité tactile du système d'exploitation a également été universellement saluée par les trois sites, les critiques notant la douceur du défilement et des gestes comme pincer pour zoomer dans la navigation Web. PCMondea a publié un article intitulé Windows Phone 7 : Microsoft's Disaster citant ce qu'ils appellent un « manque de sécurité, des applications Office incroyablement mauvaises, une interface non sauvegardée sous le capot et l'abandon de l'ensemble de la clientèle Microsoft ».
La réception de l'interface utilisateur Metro (également appelée interface utilisateur de style moderne) et de l'interface globale du système d'exploitation a également été très appréciée pour son style, ZDNet notant son originalité et son look frais et épuré. Engadget et ZDNet ont applaudi l'intégration de Facebook dans le People Hub ainsi que d'autres fonctionnalités intégrées, telles que Windows Live, etc.

### Distinctions
Windows Phone 7 a reçu un total de trois prix lors des International Design Excellence Awards 2011, votés par un jury indépendant lors d'un événement coparrainé par Microsoft, entre autres ; or en expérience de produit interactif, argent en recherche et bronze en stratégie de conception.
« Le Windows Phone 7 a été construit autour de l'idée que l'utilisateur final est roi. L'équipe de conception a commencé par définir et comprendre les personnes qui utiliseraient ce téléphone. Elle était convaincue qu'il pouvait y avoir une meilleure expérience utilisateur pour un téléphone, une qui tourne davantage autour de qui sont les utilisateurs plutôt que de ce qu'ils font. Le Windows Phone 7 permet aux utilisateurs d'entrer, de sortir et de reprendre rapidement leur vie ».
Lors de la cérémonie de remise des prix, Windows Phone 7 a reçu « le remarquable People's Choice Award, un prix décerné au lauréat préféré de la médaille d'or IDEA 2011 ».